# Nadine Morano

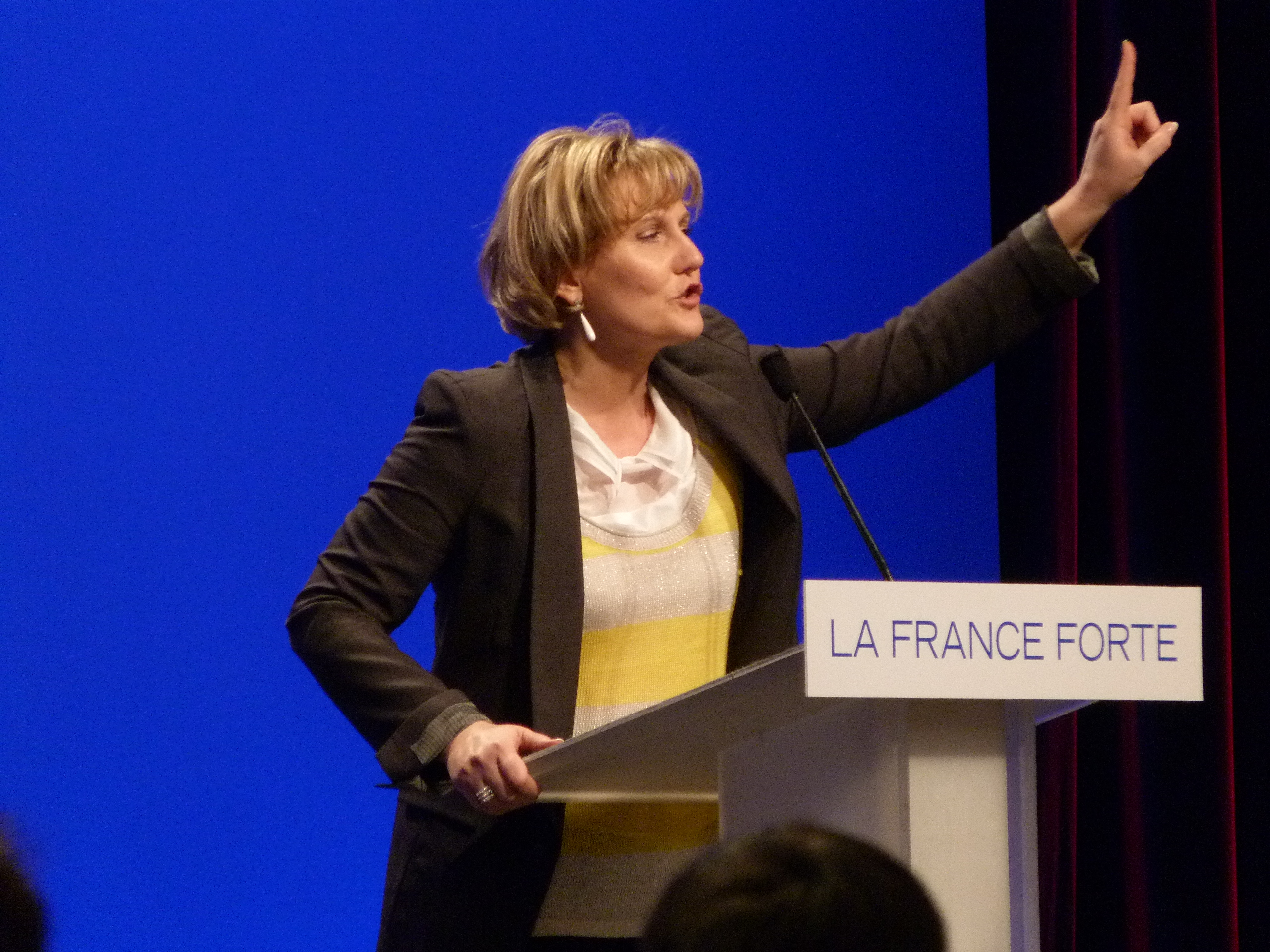
Nadine Morano (2012)

Nadine Morano (geb. Pucelle, ab 1976 Pugelle; * 6. November 1963 in Nancy, Lothringen) ist eine französische Politikerin der Republikaner (LR). Sie ist seit 2014 Mitglied des Europäischen Parlaments. Zuvor war sie von 2002 bis 2008 Abgeordnete in der französischen Nationalversammlung, Staatssekretärin für Familienpolitik (2008–2010) und beigeordnete Ministerin für berufliche Bildung (2010–2012).

## Leben
Morano wuchs als Tochter eines Lastwagenfahrers und einer Telefonistin in Nancy auf. Ihr Großvater mütterlicherseits war aus Italien nach Frankreich eingewandert. Ihr Vater ließ den Familiennamen Pucelle („Jungfrau“) in Pugelle ändern. Sie studierte an der juristischen Fakultät der Universität Nancy und schloss mit einem DESS in Unternehmensinformation, -kommunikation und -organisation ab. Sie heiratete 1988 den gebürtigen Italiener Angelo Morano, mit dem sie drei Kinder bekam und dessen Nachnamen sie auch nach der Scheidung behielt. 
Bereits als Studentin engagierte sie sich in der Jugendorganisation der gaullistischen Partei Rassemblement pour la République (RPR) und lernte so Nicolas Sarkozy kennen, dessen politische Karriere sie seither unterstützte. Von 1992 bis 1997 arbeitete sie für den Vizepräsidenten des Regionalrats von Lothringen, von 2000 bis 2002 war sie Kommunikationsmanagerin des Regionalen Naturparks Lothringen. Das RPR ging 2002 in der Mitte-rechts-Sammelpartei Union pour un mouvement populaire (UMP) auf, in dessen nationalem Sekretariat (Parteivorstand) Morano von 2002 bis 2006 für Berufsverbände zuständig war. Bei der Parlamentswahl 2002 wurde sie als Abgeordnete des 5. Wahlkreises im Département Meurthe-et-Moselle in die Nationalversammlung gewählt, 2007 wurde sie wiedergewählt. 
Ab März 2008 war sie im Kabinett Fillon II Staatssekretärin für Familie und Solidarität im Ministerium für Arbeit und Soziales. Vom 14. November 2010 bis 10. Mai 2012 war sie im Kabinett Fillon III von François Fillon als Nachfolgerin von Nicole Péry Minister für berufliche Bildung und Lehre im Ministerium für Arbeit, Beschäftigung, berufliche Bildung und sozialen Dialog. Ihr folgte im Amt als Minister Thierry Repentin. Seit 2014 ist Morano Abgeordnete im Europäischen Parlament. Dort sitzt sie in der christdemokratischen EVP-Fraktion. In der Legislaturperiode 2014–2019 war sie Mitglied im Ausschuss für Industrie, Forschung und Energie, seit 2019 gehört sie dem Ausschuss für bürgerliche Freiheiten, Justiz und Inneres an. Zudem ist sie seit 2014 Delegierte für die Beziehungen zum Panafrikanischen Parlament.
Im September 2015 kündigte Morano an, sich bei den Vorwahlen der Rechten für die Präsidentschaftswahl 2017 zu bewerben.
Im Oktober 2015 geriet Morano wegen einer als rassistischen beurteilten Äußerung in einer Talkshow die Kritik. Morano hatte eine „Invasion“ durch muslimische Einwanderer und das Verschwinden der traditionellen, durch den Katholizismus geprägten Identität Frankreichs beklagt und dabei – Charles de Gaulle zitierend – davon gesprochen, dass Frankreich mehrheitlich ein „jüdisch-christliches Land der weißen Rasse“ sei. Die Verwendung des Begriffs „weiße Rasse“ und die Reduktion der französischen Identität auf die Hautfarbe wurden auch in ihrer eigenen Partei stark kritisiert. Auch wurde darauf hingewiesen, dass Morano dieses Zitat aus dem Jahr 1959 verfälschend wiedergegeben habe und missachtet, dass der Begriff „Rasse“ damals eine andere Bedeutung gehabt habe als heute. Der Parteivorsitzende Nicolas Sarkozy beantragte daraufhin bei der Wahlkommission (in der Morano den Vizevorsitz führte), dass ihr der Spitzenplatz auf der Liste für die Region Alsace-Lorraine-Champagne-Ardennes bei den Regionalwahlen im Dezember entzogen wird. Am 7. Oktober beschloss die Kommission, Morano von der Liste zu nehmen. Morano galt als enge Vertraute Sarkozys und wie er als Vertreterin des rechten, gaullistischen Parteiflügels.